# Доброгорща
Доброгорща́ — село в Україні, у Гвардійській сільській територіальній громаді Хмельницького району Хмельницької області. Населення становить 809 осіб.

## Історія
25 грудня 2018 року Свято-Миколаївська парафія УПЦ МП перейшла до помісної Православної церкви України.

## Люди
- Попелюшко Василь Олександрович (1951, Доброгорща) — доктор юридичних наук, доцент, викладач, адвокат.

## Галерея

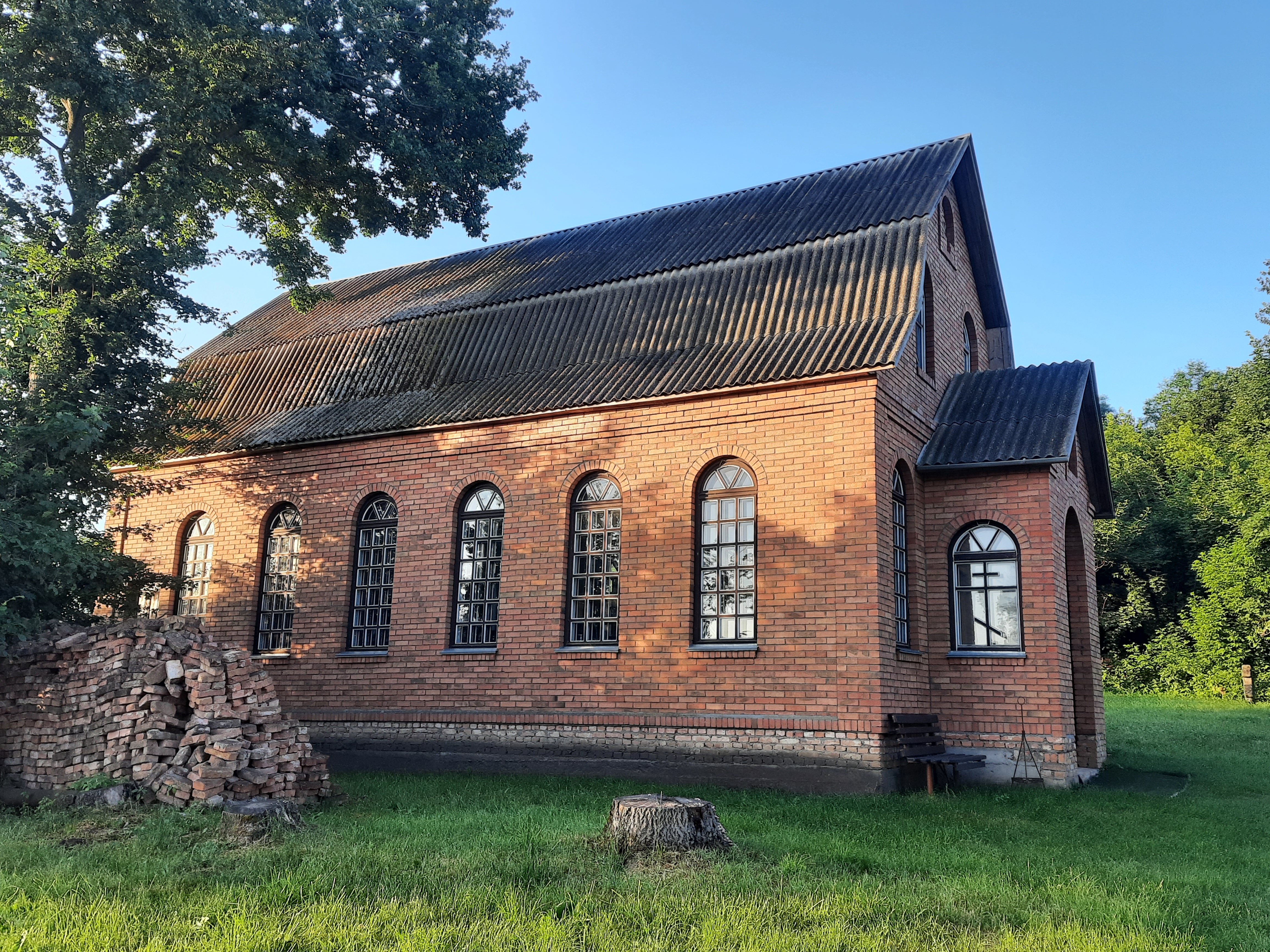
Крамниця
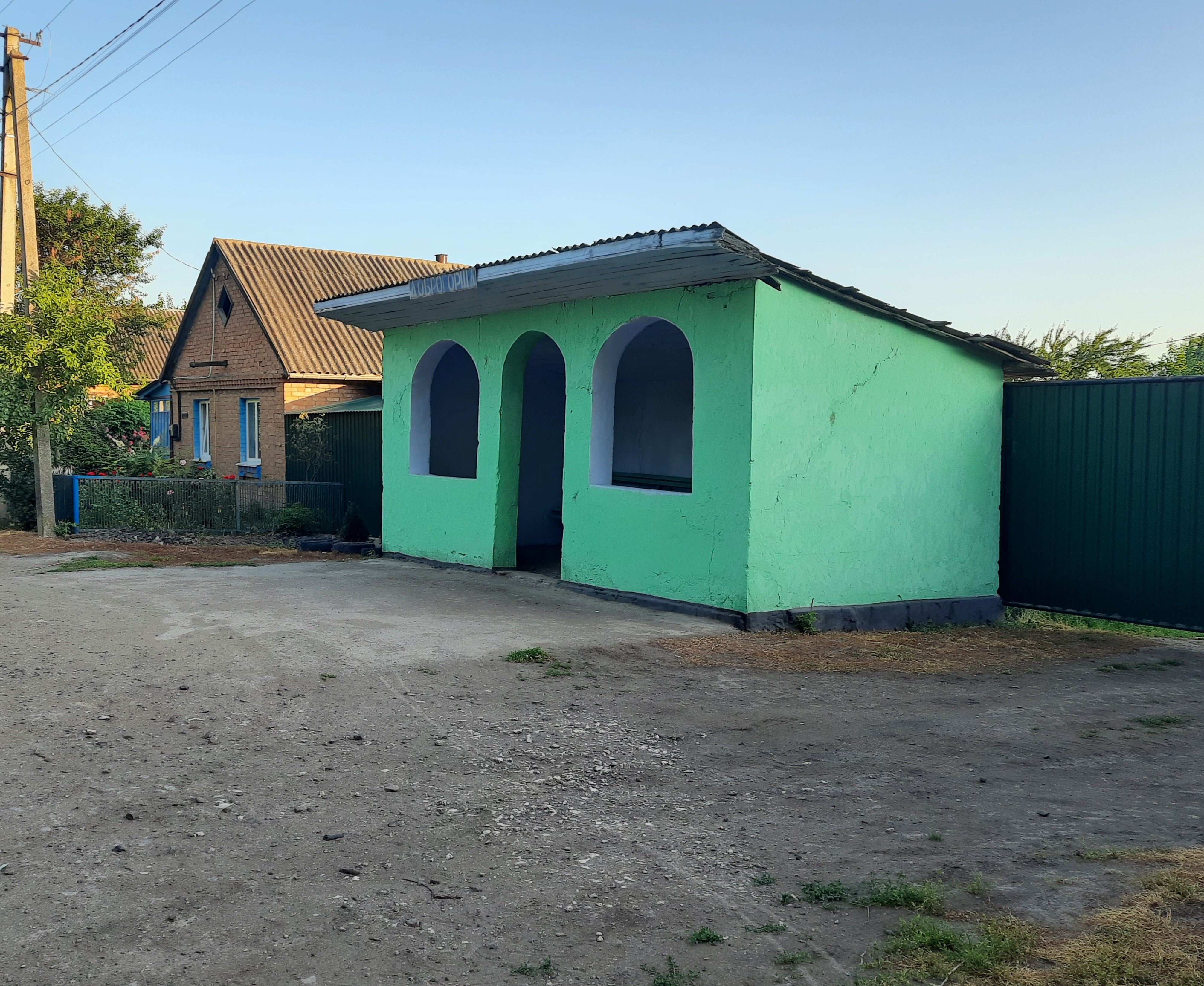
Автобусна зупинка
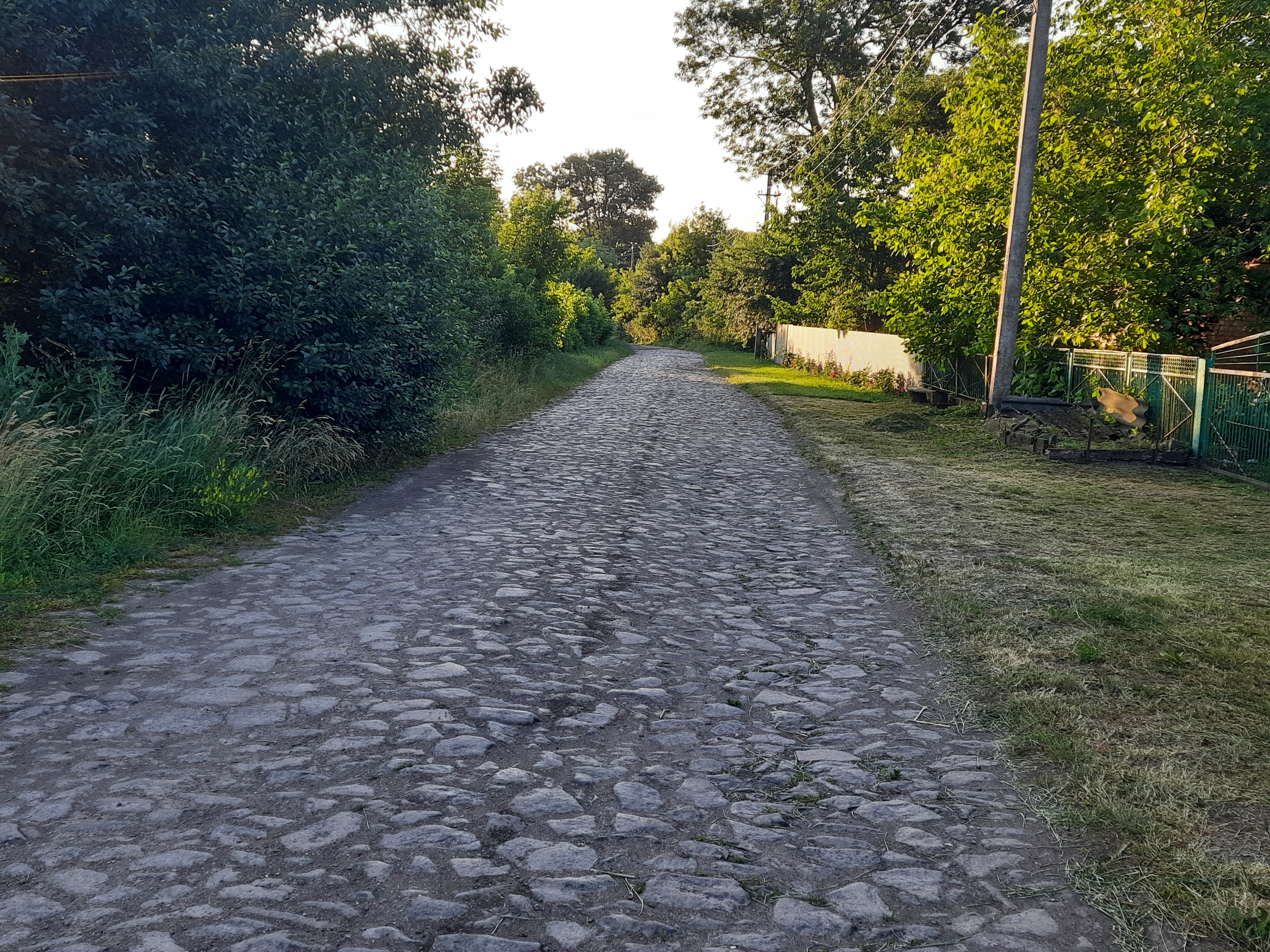
Сільська вулиця
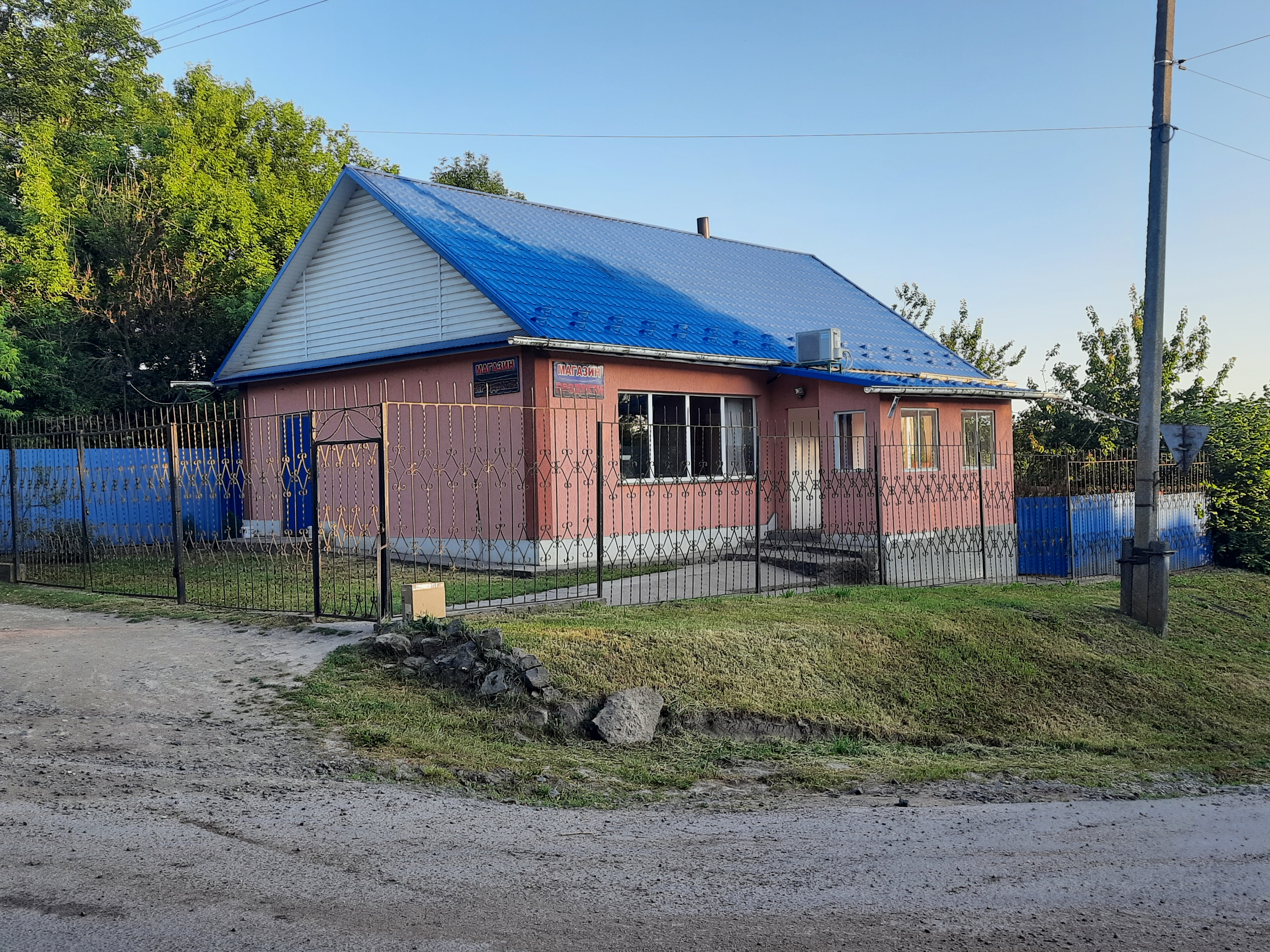
Крамниця